# Vallès Occidental

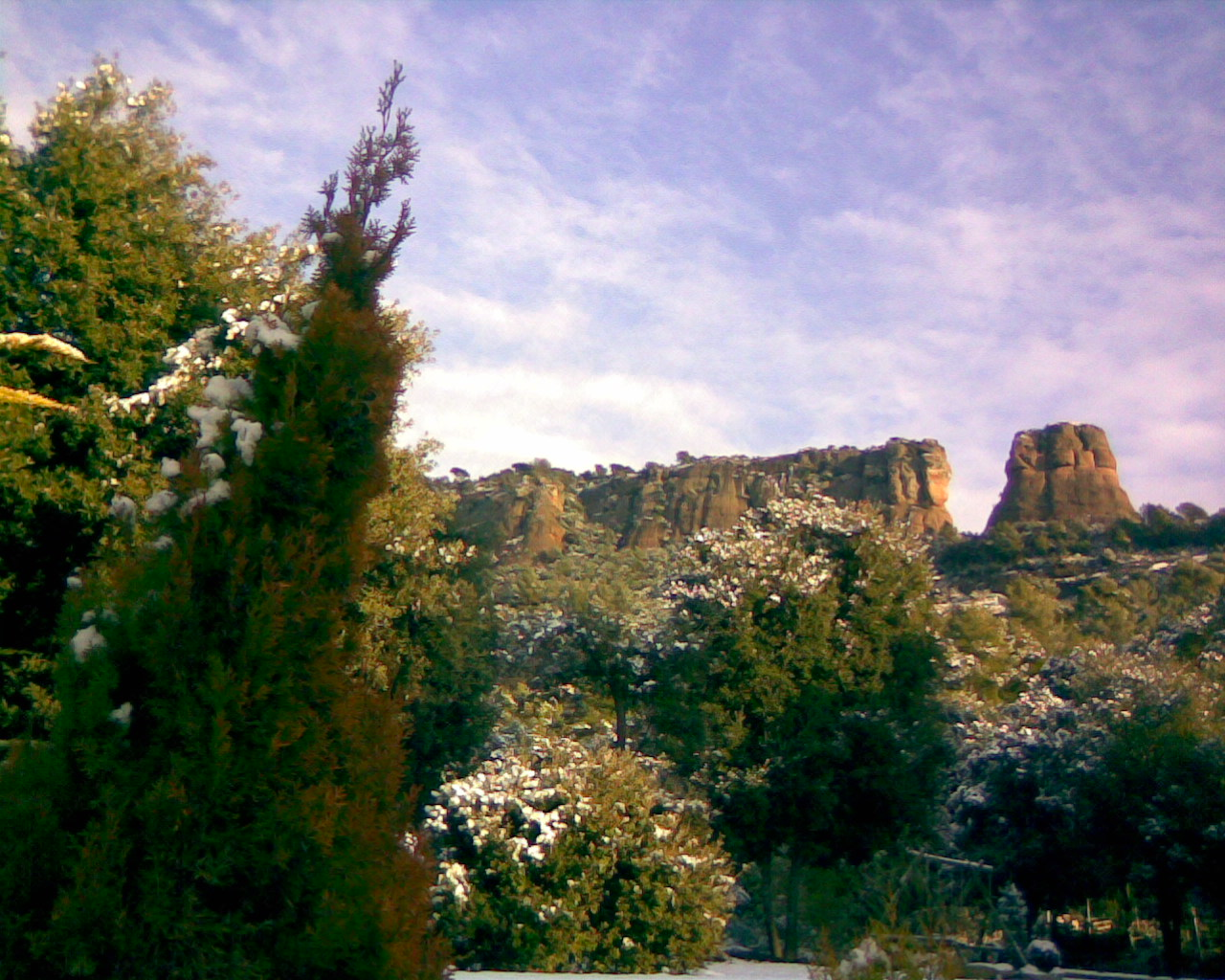
Vinterbild från grevskapet Vallès Occidental.

Vallès Occidental är en comarca (grevskap) i provinsen Barcelona, Katalonien, Spanien. Comarcan är unik på så sätt att två städer av ungefär samma storlek Sabadell och Terrassa delar på funktionen som huvudort. Vallès Occidental bildar tillsammans med Vallès Oriental stor-comarcan Vallès.